# Eudule sceata
Eudule sceata är en fjärilsart som beskrevs av William Schaus 1892. Eudule sceata ingår i släktet Eudule och familjen mätare. Inga underarter finns listade i Catalogue of Life.